# سوني بارسونز
سوني بارسونز هو مخرج فلبيني، ولد في 13 يونيو 1958 في ماريكينا في الفلبين.

## وصلات خارجية
- سوني بارسونز على موقع IMDb (الإنجليزية)
- سوني بارسونز على موقع كينوبويسك (الروسية)